# Elegant sköldlav
Elegant sköldlav (Melanohalea elegantula) är en lavart som först beskrevs av Alexander Zahlbruckner, och fick sitt nu gällande namn av O. Blanco, A. Crespo, Divakar, Essl., D. Hawksw. & Lumbsch. Elegant sköldlav ingår i släktet Melanohalea och familjen Parmeliaceae.  Arten är reproducerande i Sverige. Inga underarter finns listade i Catalogue of Life.